# Синджереїй-Ной
Синджереїй-Ной (рум. Sîngereii Noi) — село у Синжерейському районі Молдови. Адміністративний центр однойменної комуни, до складу якої також входить село Мерінешть.

## Населення
За даними перепису населення 2004 року у селі проживала 3341 особа.
Національний склад населення села:
| Національність       | Кількість осіб | Відсоток   |
| -------------------- | -------------- | ---------- |
| молдавани румуни     | 2924 5         | 87,5% 0,1% |
| українці             | 355            | 10,6%      |
| росіяни              | 44             | 1,3%       |
| гагаузи              | 5              | 0,1%       |
| цигани               | 2              | 0,1%       |
| інша / без відповіді | 6              | 0,2%       |
| Всього               | 3341           | 100%       |